# Colimes
Colimes – miasto w Ekwadorze, w prowincji Guayas, siedziba kontonu Colimes.